# Петер Кажимир
Петер Кажимир (на словашки: Peter Kažimír) е словашки банкер и бивш политик от партия „Посока – социална демокрация“ (до 2019 г.). Управител на Националната банка на Словакия (от 2019 г.). Бил е министър на финансите на Словакия в правителствата на Роберт Фицо и Петер Пелегрини (2012 – 2019).

## Биография
Роден е на 28 юни 1968 г. в град Кошице, Кошицки край, Словашка социалистическа република, Чехословакия. Учи международна търговия в Икономическия университет в Братислава. След дипломирането си работи в частния сектор като данъчен съветник за фирмата Schubert & Partners. От началото на 2000 г. заема изпълнителни позиции на ниво борд в различни компании като VIVANT, Sceptrum Brno, PARTA – GAS, MATTI и DDP Credit Suisse Life & Pensions.

## Политическа дейност
През 2006 г. Петер Кажимир става държавен секретар в Министерството на финансите на Словакия. По същото време участва в борда на Националния ядрен фонд за извеждане от експлоатация на ядрени инсталации (NJF). След поражението на „Посока – социална демокрация“ на парламентарните избори в Словакия през 2010 г. е за кратко е депутат. След парламентарните избори в Словакия през 2012 г., когато „Посока – социална демокрация“ се завръща на власт, той става министър на финансите.
През 2015 г. той става част от екип, който осигурява инвестицията на британската автомобилна компания „Ягуар Ланд Роувър“ в завод за 1 милиард британски лири, преодолявайки силната конкуренция от Полша и Мексико.
До ноември 2017 г. той подава официалното си заявление за наследник на Йерун Дайселблум като следващ председател на Еврогрупата. По време на гласуването на 4 декември той се оттегля след първия тур, като на този пост е избран Марио Сентено.
През декември 2019 г. Националният съвет одобрява Петер Кажимир като кандидат на правителството за наследник на Йозеф Макух за управител на Националната банка на Словакия. Той заема поста от 1 юни 2019 г.